# Geißkarkopf
Der Geißkarkopf ist ein 2385 m ü. A. hoher Berg in der Ankogelgruppe der Zentralalpen im österreichischen Bundesland Salzburg.

## Lage und Umgebung
Der Geißkarkopf befindet sich in der Marktgemeinde Bad Hofgastein. Sein Gipfel erhebt sich an der Grenze zwischen den Katastralgemeinden Bad Hofgastein im Westen und Heißingfelding im Osten. Hänge weiter im Norden gehören zur Katastralgemeinde Harbach. Zu den Bergen in der Umgebung zählen der 2413 m ü. A. hohe Laderdinger Gamskarspitz im Nordosten und der 2333 m ü. A. hohe Tennkogel im Südosten. An den nordwestlichen Hängen des Geißkarkopfs erstreckt sich die zur Ortschaft Laderding gehörende Laderdinger Alm. Im Talkessel im Südosten liegt die Rastötzenalm in der Ortschaft Heißingfelding. Der Kirchbach, ein Nebenbach des Rastötzenbachs, und der Kampbach, ein Nebenbach des Aubachs, entspringen am Berg.
Der Geißkarkopf zählt zu den 55 Gipfeln des Gasteinertals, für deren vollständige Besteigung der Gasteiner Gipfelkranz vergeben wird, die höchste Klasse der Gasteiner Wandernadeln des Österreichischen Alpenvereins. Der Aufstieg gilt jedoch als gefährlich und anstrengend. Der Bergsteiger und Ötzi-Entdecker Helmut Simon verunglückte hier im Jahr 2004 tödlich.

## Geologie
Der Gipfelbereich des Geißkarkopfs ist von Phyllit, Quarzit und Brekzie geprägt. Daran schließen im Nordwesten Prasinit und Amphibolit sowie im Nordosten und Süden Marmor, Phyllit und Glimmerschiefer an. Der harte Pfeiler unter der Geißkarkopf-Falte wird von einem großen Grünschieferzug gebildet.

## Fauna und Flora
Die Gamswild-Ruhezone Geißkarkopf im Gipfelbereich darf von 1. Dezember bis 31. Mai nicht betreten werden. An den nördlichen Hängen gibt es Bestände der Rostblättrigen Alpenrose (Rhododendron ferrugineum). Im Südwesten, zum Rastötzenbach hin, findet sich abschnittsweise Grünerlen-Buschwald.